# Tytus, Romek i A’Tomek księga XXI
Tytus, Romek i A’Tomek księga XXI – dwudziesty pierwszy komiks z serii Tytus, Romek i A’Tomek o przygodach trzech przyjaciół Tytusa, Romka i A’Tomka. 
Autorem scenariusza i rysunków jest Henryk Jerzy Chmielewski. Album ten ukazał się w roku 1994 nakładem Prószyński i S-ka. Potocznie księga ta ma opis - Tytus wśród mrówek. Na końcu komiksu umieszczono słowniczek trudniejszych wyrazów użytych w komiksie. 

## Fabuła komiksu
Tytus postanawia się zahibernować w zamrażalce na sto lat, sądząc iż w roku 2094 wiedza ludzka sięgnie doskonałości i wtedy uczłowieczy się „w trymiga”. W takim stanie znajdują go Romek i A’Tomek, którzy podejmują akcję ratowniczą, w tym celu wykorzystują między innymi nalewkę spirytusową na mrówkach i likier na mrówczych larwach. Po tym zabiegu Tytus zasypia i śni mu się, iż chłopcy podróżują razem z Prof. T.Alentem pojazdem latającym formicikusolotem. Lądują w krainie mrówek wielkości człowieka i tam przeżywają różne przygody. Między innymi Tytus prosi o rękę królową mrówek i razem pomagają zaprzyjaźnionym mrówkom prowadzić wojnę z wrogą kolonią. Komis kończy się wybudzeniem Tytusa z głębokiego snu i odwiedzinami u profesora T.Alenta.

## Wydania
- wydanie I 1994 - Prószyński i S-ka, nakład: 100 000 egzemplarzy
- wydanie II (wydanie zbiorowe jako Złota księga przygód VII) 2007 - Prószyński i S-ka, nakład: 6 000 egzemplarzy
- wydanie III 2009 - Prószyński Media